# Episodi di Downton Abbey (quarta stagione)
La quarta stagione della serie televisiva Downton Abbey è stata trasmessa sul canale britannico ITV1 dal 22 settembre al 10 novembre 2013. È formata da otto episodi e uno speciale di novanta minuti andato in onda a Natale 2013.
In Italia, la stagione è stata trasmessa in prima visione su Rete 4 dall'11 dicembre 2014 all'8 gennaio 2015.
La stagione copre il periodo di tempo da febbraio ad agosto 1922, mentre lo speciale natalizio è ambientato a luglio 1923.
Il cast principale di questa stagione è formato da Hugh Bonneville, Laura Carmichael, Jim Carter, Brendan Coyle, Michelle Dockery, Kevin Doyle, Joanne Froggatt, Lily James, Rob James-Collier, Allen Leech, Phyllis Logan, Elizabeth McGovern, Sophie McShera, Matt Milne, Lesley Nicol, David Robb, Maggie Smith, Ed Speleers, Cara Theobold, Penelope Wilton. Il personaggio di Siobhan Finneran viene interpretato brevemente da un'attrice stand-in.
| nº       | Titolo originale  | Titolo italiano       | Prima TV UK       | Prima TV Italia  |
| -------- | ----------------- | --------------------- | ----------------- | ---------------- |
| 1        | Episode One       | Episodio uno          | 22 settembre 2013 | 11 dicembre 2014 |
| 2        | Episode Two       | Episodio due          | 29 settembre 2013 | 11 dicembre 2014 |
| 3        | Episode Three     | Episodio tre          | 6 ottobre 2013    | 18 dicembre 2014 |
| 4        | Episode Four      | Episodio quattro      | 13 ottobre 2013   | 18 dicembre 2014 |
| 5        | Episode Five      | Episodio cinque       | 20 ottobre 2013   | 25 dicembre 2014 |
| 6        | Episode Six       | Episodio sei          | 27 ottobre 2013   | 25 dicembre 2014 |
| 7        | Episode Seven     | Episodio sette        | 3 novembre 2013   | 1º gennaio 2015  |
| 8        | Episode Eight     | Episodio otto         | 10 novembre 2013  | 1º gennaio 2015  |
| Speciale |                   |                       |                   |                  |
| –        | The London Season | La stagione di Londra | 25 dicembre 2013  | 8 gennaio 2015   |

## Episodio uno
- Titolo originale: Episode One
- Diretto da: David Evans
- Scritto da: Julian Fellowes

### Trama
Febbraio 1922. Sono passati sei mesi dalla morte di Matthew e Mary, in lutto, non si cura quasi del piccolo George. La O'Brien lascia Downton all'improvviso per andare a servizio da Lady Flintshire e accompagnarla in India, e Cora finisce per assumere al suo posto l'ex cameriera Edna. Molesley viene licenziato e Violet cerca di aiutarlo facendolo servire a un pranzo al quale invita un'amica che ha bisogno di un maggiordomo, ma il maggiordomo della contessa, nel timore di essere sostituito da Molesley, sabota i suoi sforzi facendolo sembrare goffo e senza esperienza. Tom, nonostante il parere contrario di Robert, chiede a Carson di proporre a Mary di partecipare alla gestione della tenuta; dopo alcuni tentennamenti, Mary accetta e partecipa al pranzo dei fittavoli. Thomas ha qualche diverbio con la nuova tata dei bambini, e lo comunica a Cora che, una sera, origliando tata West intenta a far addormentare il piccolo George la coglie nello screditare la piccola Sybil perché figlia di un autista. Così Cora decide di licenziare la nuova tata.
- Ascolti UK: telespettatori 11 960 000[3]
- Ascolti Italia: telespettatori 1 097 000 - share 4,48%[4]

## Episodio due
- Titolo originale: Episode Two
- Diretto da: David Evans
- Scritto da: Julian Fellowes

### Trama
Marzo 1922. Mary diventa l'erede universale di metà della tenuta quando viene trovata una lettera di Matthew che l'avvocato giudica pari a un testamento: Robert, però, non è contento perché vorrebbe gestire le cose da solo. Violet sostiene la nipote in segreto e chiede a Tom d'istruirla. Dopo aver saputo che Molesley si accontenta di qualunque lavoro disponibile e ha dei debiti, Bates trova uno stratagemma per dargli dei soldi. Lady Rose e Anna partecipano a un tè danzante per la servitù a York, durante il quale Rose si finge una domestica e balla con un giardiniere.
- Ascolti UK: telespettatori 12 100 000[3]
- Ascolti Italia: telespettatori 1,097000 - share 4,48%[4]

## Episodio tre
- Titolo originale: Episode Three
- Diretto da: Catherine Morshead
- Scritto da: Julian Fellowes

### Trama
Aprile 1922. A Downton si tiene un ricevimento che include l'esibizione della nota cantante australiana Nellie Melba. Carson ritiene che la donna non sia degna di sedere con la famiglia e propone di confinarla nelle sue camere fino allo spettacolo, ma Cora insiste che si unisca a loro per la cena. Tra gli ospiti ci sono anche Lord Gillingham, che inizia a flirtare con Mary, e John Bullock, che invece attrae l'attenzione di Rose. Il valletto di Lord Gillingham, il signor Green, si comporta con troppa familiarità nei confronti di Anna e, durante l'esibizione di Nellie Melba, la violenta; Anna, trovata dalla signora Hughes, le chiede di non dire nulla nel timore che John uccida Green e venga impiccato. Michael Gregson, l'editore con cui Edith ha una relazione, riesce a rendersi gradito a Robert quando smaschera Lord Sampson come baro e riesce a vincere i pagherò che lo stesso Robert aveva perso a poker. Tom si sente a disagio nell'ambiente elegante, ed Edna, che continua a girargli attorno, ne approfitta per farlo ubriacare ed entrare in camera sua più tardi.
- Ascolti UK: telespettatori 11 860 000[3]
- Ascolti Italia: telespettatori 828 000 - share 3,38%[5]

## Episodio quattro
- Titolo originale: Episode Four
- Diretto da: Catherine Morshead
- Scritto da: Julian Fellowes

### Trama
Aprile 1922. Tom rimpiange di aver passato la notte con Edna, che sostiene di poter essere incinta e insiste affinché lui la sposi. Grazie all'aiuto della signora Hughes, scopre che questo non è possibile e che era tutto un trucco di Edna per essere certa che lui non l'avrebbe abbandonata nel caso fosse rimasta davvero incinta: visto sfumare il suo piano, Edna se ne va. Rose accompagna Mary e Tom a Londra, dove sono ospiti da Rosamund, la quale invita Lord Gillingham e John Bullock a unirsi a loro. Durante una serata in un club, Bullock si ubriaca e abbandona Rose sulla pista da ballo; la ragazza viene tolta dall'imbarazzo dal cantante nero del locale, Jack Ross, che balla con lei. Anna tiene a distanza John, il quale non ne capisce il motivo, e chiede di poter tornare a dormire in casa invece che nel loro cottage. Michael Gregson sta per partire per la Germania, dove, se ottenesse la cittadinanza, potrebbe divorziare dalla moglie oramai malata mentale e sposare Edith. Lord Gillingham chiede a Mary di sposarlo, ma lei rifiuta perché non ha ancora superato la morte di Matthew.
- Ascolti UK: telespettatori 11 750 000[3]
- Ascolti Italia: telespettatori 828 000 - share 3,38%[5]

## Episodio cinque
- Titolo originale: Episode Five
- Diretto da: Philip John
- Scritto da: Julian Fellowes

### Trama
Maggio 1922. Alfred sostiene un esame per diventare chef al Ritz di Londra e Carson propone a Molesley di prendere il suo posto come cameriere. Molesley esita perché non è felice della retrocessione e, quando infine decide di accettare, perde l'occasione perché intanto Alfred ha ricevuto il risultato dell'esame, che è negativo. La nuova cameriera personale di Cora, la signorina Baxter, si rende gradita agli altri domestici con alcuni consigli di Thomas, e in cambio deve riferirgli quello che sente al piano di sopra. John capisce che la signora Hughes sa che cosa è successo ad Anna e mette la donna alle strette, costringendola a raccontargli tutto; la signora Hughes, però, tace che lo stupratore sia il signor Green, anche se John lo sospetta. I coniugi Bates si riappacificano e Anna torna a vivere al cottage, ma John è determinato a trovare il responsabile. L'affittuario di una parte della tenuta muore senza aver pagato tutta la locazione: Mary e Tom vorrebbero rescindere il contratto, ma il figlio chiede l'aiuto di Robert, che gli presta il denaro mancante e gli permette di continuare a coltivare. Violet assume un nuovo giardiniere per fare un favore a Isobel, ma si convince che stia rubando degli oggetti mentre cura le piante dentro casa e lo licenzia.
- Ascolti UK: telespettatori 11 390 000[3]
- Ascolti Italia: telespettatori 959 000 - share 4,33%[6]

## Episodio sei
- Titolo originale: Episode Six
- Diretto da: Philip John
- Scritto da: Julian Fellowes

### Trama
Giugno 1922. Alfred viene accettato al corso di cucina del Ritz in seguito al ritiro di uno dei vincitori e lascia Downton; Molesley viene assunto per sostituirlo, anche se prima di accettare Carson ha alcuni tentennamenti, dovuti alla poca considerazione che Molesley ha della posizione di cameriere. Edith è preoccupata per la scomparsa di Michael Gregson dopo che questi è andato in Germania, e teme il peggio, avendo anche scoperto di essere incinta. Isobel trova un tagliacarte che Violet pensava fosse stato rubato dal giardiniere e, quando fa notare alla contessa il suo errore, scopre che ha già chiesto scusa al ragazzo e lo ha riassunto. Rose chiama a sorpresa la jazz band di un locale per suonare al compleanno di Robert, e Carson e i membri della famiglia sono inizialmente presi in contropiede dal cantante Jack Ross, che è nero. Alla fine della serata, Mary vede Rose e Jack baciarsi nelle stanze della servitù. Alla festa partecipano anche Evelyn Napier, vecchio corteggiatore di Mary, e il signor Blake, ispettori del governo venuti a esaminare lo stato della tenuta; Mary e il signor Blake si trovano subito in contrasto riguardo al ruolo e alla sopravvivenza dell'aristocrazia.
- Ascolti UK: telespettatori 11 540 000[3]
- Ascolti Italia: telespettatori 959 000 - share 4,33%[6]

## Episodio sette
- Titolo originale: Episode Seven
- Diretto da: Ed Hall
- Scritto da: Julian Fellowes

### Trama
Luglio 1922. Robert parte per l'America per aiutare il fratello di Cora, e Mary, saputo dalla signora Hughes cos'è successo ad Anna, lo convince a portare Thomas come valletto al posto di John Bates. Violet si ammala di bronchite e viene assistita da Isobel, mentre Tom incontra una giovane donna, la maestra Sarah Bunting, a un convegno politico. Mary e il signor Blake fanno amicizia quando si ritrovano a doversi prendere cura dei maiali appena arrivati, lasciati senz'acqua. Rose continua la sua relazione con Jack, mentre Edith comunica alla zia Rosamund di voler abortire, ma rinuncia all'ultimo minuto. Lord Gillingham torna a Downton con il signor Green, che, durante la cena della servitù, si lascia sfuggire di essere sceso di sotto durante l'esibizione di Nellie Melba.
- Ascolti UK: telespettatori 11 930 000[3]
- Ascolti Italia: telespettatori 862 000 - share 3,71%[7]

## Episodio otto
- Titolo originale: Episode Eight
- Diretto da: Ed Hall
- Scritto da: Julian Fellowes

### Trama
Agosto 1922. Tom vede Rose e Jack insieme e avverte Mary, che prima parla con la cugina, poi incontra Jack, che le dice di aver già deciso d'interrompere la relazione per risparmiare a Rose problemi e imbarazzo. Edith vorrebbe dare il figlio a un fittavolo, ma Rosamund le suggerisce di andare invece a partorire in Svizzera: Violet scopre tutto e si offre di sostenere Edith economicamente. Alfred, in visita a Downton, si convince di avere una possibilità con Ivy e la chiede in sposa, ma viene rifiutato; anche Daisy decide di rinunciare a lui e lo saluta per l'ultima volta. Intanto, la signorina Baxter fa amicizia con Molesley. Lord Gillingham, che ha deciso di rompere il proprio fidanzamento, rinnova i suoi sentimenti a Mary, che, saputo da Anna che è stato Green a violentarla, lo convince a licenziare il valletto. Robert fa ritorno dall'America durante la fiera della chiesa, organizzata da Cora; anche Lord Gillingham torna in visita da Mary per dirle che Green è rimasto ucciso in un incidente stradale a Piccadilly, lo stesso giorno in cui John è andato a York per affari imprecisati. Prima di lasciare Downton con Evelyn Napier, Charles Blake si dichiara a Mary e, nonostante lei lo rifiuti, decide di non rinunciare.
- Ascolti UK: telespettatori 12 160 000[3]
- Ascolti Italia: telespettatori 862 000 - share 3,71%[7]

## La stagione di Londra
- Titolo originale: The London Season
- Diretto da: Jon East
- Scritto da: Julian Fellowes

### Trama
Estate 1923. La famiglia Grantham si trasferisce a Londra con la servitù per il debutto di Rose; qui vengono raggiunti da Harold e Martha Levinson, fratello e madre di Cora, e da Lord Gillingham e il signor Blake, in rivalità per l'amore di Mary. Intanto, ancora a Downton, Tom incontra nuovamente la maestra della scuola, la signorina Sarah Bunting, e, su richiesta di lei, le fa fare un giro della casa; mentre si trovano nella galleria del piano superiore, Thomas li vede e, indispettito di dover servire Tom, alcuni giorni dopo racconta a Robert l'accaduto, insinuando che la coppia potrebbe essere uscita da una camera. A una festa, l'indiscrezione di Rose porta il baro Sampson a rubare una lettera scritta dal principe di Galles alla sua amante, Freda Dudley Ward, dalla borsetta di quest'ultima. Saputolo, Robert mobilita tutta la famiglia per riprenderla e prevenire lo scandalo, e, mentre Sampson è distratto da una partita a poker, Mary, Rose e Charles Blake ispezionano l'appartamento dell'uomo, ma non trovano nulla. Alla fine, la lettera viene recuperata da John Bates, che la sfila dalla tasca del cappotto che Sampson aveva portato con sé a casa Crawley. La signora Hughes trova, in un vecchio cappotto di John datole da Anna per beneficenza, un biglietto del treno che prova che l'uomo si trovava a Londra il giorno della morte del signor Green e lo dice a Mary. Quest'ultima vorrebbe raccontare la verità, ma, vista la lealtà di John verso la famiglia nel recuperare la lettera, lo brucia. Al ballo delle debuttanti, Gillingham sorprende Mary dicendole che Blake è l'erede di un ricco baronetto. Edith, che ha partorito una bambina in Svizzera e l'ha affidata a una famiglia del posto, rimpiange questa decisione e decide di riprendersi la figlia e affidarla, come da piano originario, a un fittavolo, nascondendone la parentela. Harold rimane favorevolmente colpito dal cibo inglese e chiede al suo valletto Ethan di trovargli una cuoca da portare in America. Ethan, attratto da Daisy, le offre il lavoro, ma la ragazza rifiuta, e Ivy si propone al suo posto. Per ringraziare la servitù del lavoro svolto, Robert offre, prima di tornare a casa, un giorno di libertà, che trascorrono al mare. Thomas cerca ancora una volta di usare la signorina Baxter come fonte d'informazioni, ma, incoraggiata dal sostegno di Molesley, lei lo sfida.
- Ascolti UK: telespettatori 9 407 000[3]
- Ascolti Italia: telespettatori 851 000 - share 3,18%[8]